# Sulawesi-Rosettenflughund
Nicht zu verwechseln mit dem Sulawesi-Flughund (Acerodon celebensis).

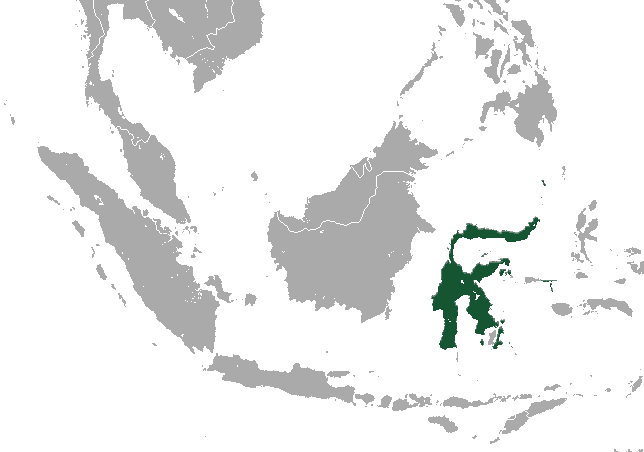
Verbreitungsgebiet des Sulawesi-Rosettenflughundes

Der Sulawesi-Rosettenflughund (Pilonycteris celebensis) ist ein in Südostasien verbreitetes Fledertier in der Familie der Flughunde. Er zählte noch bis 2021 zur Gattung Höhlenflughunde (Rousettus). Im Werk Bat Species of the World: A taxonomic and geographic database bildet er die monotypische Gattung Pilonycteris. Der Artzusatz im wissenschaftlichen Namen ist aus dem alten Namen Sulawesis gebildet.

## Merkmale
Verglichen mit den meisten Höhlenflughunden ist die Art mit einer Kopf-Rumpf-Länge von 89 bis 110 mm, einer Schwanzlänge von 23 bis 31 mm und einem Gewicht von 64 bis 91 g ein kleinerer Flughund. Es kommen 72 bis 80 mm lange Unterarme, Hinterfüße von etwa 23 mm länge und 17 bis 20 mm lange Ohren vor. Deutliche Abweichungen bestehen in den dünnen Schädelknochen, den schmalen letzten Prämolaren im Unterkiefer und schmalen unteren Molaren. Zusätzlich ist das lange Fell intensiver gefärbt und die Schwanzflughaut trägt wollige Haare. Der  Sulawesi-Rosettenflughund hat deutlich braunes Fell und hat große Flügel, mit denen er Früchte transportiert. Bei nördlichen Populationen ist die Brust meist gelblich. Typisch sind abgerundete Ohren. Die als Rosetten bezeichneten borstigen Haarbüschel verwandter Arten an den Halsseiten sind bei dieser Art undeutlich.

## Verbreitung
Dieser Flughund lebt auf Sulawesi, auf vorgelagerten Inseln und auf kleineren Inseln der Molukken. Er hält sich im Flachland und in Gebirgen bis 1400 Meter Höhe auf. Die Art lebt in feuchten Wäldern und angrenzenden Sümpfen, in Strauchflächen und besucht Gärten sowie Plantagen. In manchen Wäldern dominieren Kasuarinen.

## Lebensweise
Der nachtaktive Sulawesi-Rosettenflughund ruht in Höhlen und in größeren Baumhöhlen. In der Regenzeit fliegt er oft nahe am Grund. Soweit bekannt zählen Früchte zur Nahrung, die vermutlich mit Blüten komplettiert werden. Ein Individuum trug eine Frucht der Gattung Gonystylus. Eine Studie aus dem November fand Weibchen mit aktiven Milchdrüsen und Jungtiere.

## Gefährdung
In geringem Maße wirken sich Waldrodungen und die Jagd auf die Tiere, wegen des Fleisches, negativ aus. Auch wenn die Gesamtpopulation abnimmt, so gilt sie als groß. Die IUCN listet die Art als nicht gefährdet (least concern).